# Elephantomyia (Elephantomyodes) argyrophora
Elephantomyia (Elephantomyodes) argyrophora is een tweevleugelige uit de familie steltmuggen (Limoniidae). De soort komt voor in het Australaziatisch gebied.